# قاره
قارّه یا خُشکاد توده بزرگ، پیوسته و جزیره‌مانندی است که بیشتر آن از آب پوشیده نشده و حومه آن زیر سطح اقیانوس است. البته دو قاره آسیا و اروپا به هم چسبیده‌اند و تنها با رشته‌کوه اورال از هم جدا می‌شوند. گاهی این دو قاره به عنوان یک قاره در نظر گرفته می‌شوند که به آن اوراسیا می‌گویند.
در دوران باستان جایگاه و آرایش خشکی‌های زمین با امروزه متفاوت بوده است؛ به طوری که بسیاری از خشکی‌های امروزی به هم چسبیده بوده و چند ابرقاره را تشکیل می‌دادند.
روش‌های مختلفی برای تقسیم‌بندی قاره‌ها وجود دارد که تقسیم‌بندی هفت قاره یکی از آن‌هاست. در این تقسیم‌بندی، خشکی‌های زمین به هفت قسمت تقسیم می‌شوند که از بزرگ به کوچک بر حسب مساحت عبارتند از: آسیا، آفریقا، آمریکای شمالی، آمریکای جنوبی، جنوبگان، اروپا و اقیانوسیه

## تعداد قاره‌ها
There are several ways of distinguishing the continents:
| Number | Continents                               | Continents                               | Continents                               | Continents          | Continents          | Continents | Continents | Sources                                         | Comment                  |
| ------ | ---------------------------------------- | ---------------------------------------- | ---------------------------------------- | ------------------- | ------------------- | ---------- | ---------- | ----------------------------------------------- | ------------------------ |
| Four   | Afro-Eurasia (Old World or World Island) | Afro-Eurasia (Old World or World Island) | Afro-Eurasia (Old World or World Island) | America (New World) | America (New World) | Antarctica | Australia  | [ ۱ ] [ ۲ ] [ ۳ ] [ ۴ ] [ ۵ ] [ ۶ ] [ ۷ ] [ ۸ ] | Continuous landmasses    |
| Five   | Africa                                   | Eurasia                                  | Eurasia                                  | America             | America             | Antarctica | Australia  | [ ۹ ] [ ۱۰ ] [ ۱۱ ]                             | Physiographic regions    |
| Six    | Africa                                   | Eurasia                                  | Eurasia                                  | North America       | South America       | Antarctica | Australia  | [ ۱۲ ] [ ۱۳ ]                                   | Geological continents    |
| Six    | Africa                                   | Asia                                     | Europe                                   | America             | America             | Antarctica | Australia  | [ ۱۴ ]                                          | UNSD continental regions |
| Seven  | Africa                                   | Asia                                     | Europe                                   | North America       | South America       | Antarctica | Australia  | [ ۱۲ ] [ ۱۵ ] [ ۱۶ ] [ ۱۷ ] [ ۱۸ ] [ ۱۹ ]       | "Parts" of the world     |

- The seven-continent model is taught in most English-speaking countries, including Australia,[۲۰] Canada, the United Kingdom,[۲۱] and the United States, and also in Bangladesh, China, India, Indonesia, Pakistan, the Philippines, Sri Lanka, Suriname, parts of Europe and Africa.
- The six-continent combined-Eurasia model is mostly used in Russia and some parts of Eastern Europe.[۲۲][۲۳]
- The six-continent combined-America model is taught in Greece and many Romance-speaking countries—including Latin America.[۱۴]
- The Olympic flag's five rings represent the five inhabited continents of the combined-America model but excludes the uninhabited Antarctica.[۲۴]

In the English-speaking countries, geographers often use the term Oceania to denote a geographical region which includes most of the island countries and territories in the Pacific Ocean, as well as the continent of Australia.

#### Eighth continent
Zealandia (a submerged continent) has been called the eighth continent.

## مساحت و جمعیت قاره‌ها

مقایسه مساحت و جمعیت قاره‌ها

جداول زیر جمعیت و مساحت قاره‌ها را بر اساس مدل هفت قاره‌ای بیان کرده‌اند:
| قاره          | مساحت(km²) | مساحت(mi²) | درصد از تمام خشکی‌ها | جمعیت کل ۲۰۲۰ | درصد از جمعیت کل | تراکم نفر بر km² | تراکم نفر بر mi² | پرجمعیت‌ترین شهر           |
| ------------- | ---------- | ---------- | ------------------- | ------------- | ---------------- | ---------------- | ---------------- | ------------------------- |
| آسیا          | ۴۴٬۵۸۰٬۰۰۰ | ۱۶٬۹۲۰٬۰۰۰ | ۲۹٫۵۴٪              | ۴٬۶۴۱٬۰۵۴٬۷۷۵ | ۵۹٫۵۴٪           | ۱۰۴/۱            | ۲۴۶              | توکیو، ژاپن               |
| آفریقا        | ۳۰٬۳۷۰٬۰۰۰ | ۱۱٬۷۳۰٬۰۰۰ | ۲۰٫۱۲٪              | ۱٬۳۴۰٬۵۹۸٬۱۴۷ | ۱۷٫۲٪            | ۴۴/۱             | ۸۷               | لاگوس، نیجریه             |
| آمریکای شمالی | ۲۴٬۷۱۰٬۰۰۰ | ۹٬۴۶۰٬۰۰۰  | ۱۶٫۳۷٪              | ۵۹۲٬۰۷۲٬۲۱۲   | ۷٫۶٪             | ۲۳/۹۶            | ۵۷               | مکزیکوسیتی، مکزیک         |
| آمریکای جنوبی | ۱۷٬۸۴۰٬۰۰۰ | ۶٬۸۹۰٬۰۰۰  | ۱۱٫۸۲٪              | ۴۳۰٬۷۵۹٬۷۶۶   | ۵٫۵۳٪            | ۲۴/۱۴            | ۵۷               | سائوپائولو، برزیل         |
| جنوبگان       | ۱۴٬۲۰۰٬۰۰۰ | ۵٬۳۰۰٬۰۰۰  | ۹٫۴۱٪               | ۵٬۱۰۰         | ۰٫۰۰۰۰۶۵٪        | ۰                | ۰                | ویلا لاس، مورد ادعای شیلی |
| اروپا         | ۱۰٬۱۸۰٬۰۰۰ | ۳٬۹۳۰٬۰۰۰  | ۶٫۷۴٪               | ۷۴۷٬۶۳۶٬۰۲۶   | ۹٫۵۹٪            | ۷۳/۴۴            | ۱۸۸              | مسکو، روسیه               |
| اقیانوسیه     | ۹٬۰۰۸٬۵۰۰  | ۳٬۴۷۸٬۲۰۰  | ۵٫۹۷٪               | ۴۲٬۶۷۷٬۸۱۳    | ۰٫۵۵٪            | ۴/۷۳             | ۸٫۳              | سیدنی، استرالیا           |